# Phoebe calcarea
Phoebe calcarea är en lagerväxtart som beskrevs av S. Lee & F.N. Wei in F.N. Wei. Phoebe calcarea ingår i släktet Phoebe och familjen lagerväxter. Inga underarter finns listade i Catalogue of Life.